# Gustav Hirschfeld
Paul Oscar Gustav Hirschfeld (Pyrzyce, 4 de noviembre de 1847-Wiesbaden, 20 de abril de 1895) fue un arqueólogo alemán.

## Biografía
Estudia en las universidades de Berlín, Tubinga y Leipzig y obtuvo una beca en 1871-1872 y en 1872-1873 del Instituto Arqueológico Alemán. Residió entonces en Italia, en Grecia y en Asia Menor.
Participó en las excavaciones de Marzabotto y de la Cartuja de Pavía en Bolonia, en las del Dípilon de Atenas y resolvió puntos de topografía en Grecia y en Asia Menor.
Director de las excavaciones de Olimpia (1875-1877), se convirtió en titular de la cátedra de arqueología clásica de la Universidad de Königsberg (1878-1895).

## Trabajos
- Tituli statuariorum sculptorumque Graecorum cum prolegomenis, 1871
- Athena und Marsyas, Programm zum Winckelmannsfeste der Archäologischen Gesellschaft zu Berlín, 1872
- Über Kelainai-Apameia Kibotos, 1875
- Bericht über die Ergebnisse einer Bereisung Paphlagoniens, 1882
- Paphlagonische Felsengräber. Ein Beitrag zur Kunstgeschichte Kleinasiens, 1885
- Die Felsenreliefs in Kleinasien und das Volk der Hittiter. Zweiter Beitrag zur Kunstgeschichte Kleinasiens, 1887
- Über die griechischen Grabschriften, welche Geldstrafen anordnen, in : Königsberger Studien 1, 1887, pp. 83–144
- Inschriften aus dem Norden Kleinasiens, besonders aus Bithynien und Paphlagonien, 1888
- Aus dem Oriente, 1897